# Distrito de Pallisa
Pallisa es un distrito de Uganda, ubicado al este de este país africano. Como otros distritos de Uganda, su nombre es igual que el de la ciudad más importante del distrito, Pallisa. Su ciudad capital es Pallisa.
Posee un área de 1956 kilómetros cuadrados y una población de 300000 habitantes. Su densidad arroja la cifra de 153.37 personas por cada kilómetro cuadrado.
- Datos: Q1375843